# William Bell Walton
William Bell Walton (* 23. Januar 1871 in Altoona, Pennsylvania; † 14. April 1939 in Silver City, New Mexico) war ein US-amerikanischer Politiker. Zwischen 1917 und 1919 vertrat er den ersten Wahlbezirk des Bundesstaates New Mexico im US-Repräsentantenhaus.

## Frühe Jahre
William Walton besuchte die öffentlichen Schulen seiner Heimat und danach das South Jersey Institute in Bridgeton (New Jersey). Im Jahr 1891 zog er in das New-Mexico-Territorium. Nach einem Jurastudium und seiner 1893 erfolgten Zulassung als Rechtsanwalt begann er in Deming in seinem neuen Beruf zu arbeiten.

## Politische Laufbahn
Walton wurde Mitglied der Demokratischen Partei. Zwischen 1901 und 1902 war er Abgeordneter im territorialen Repräsentantenhaus. Von 1903 bis 1906 war er in der Verwaltung des Grant County angestellt. Im Jahr 1908 war William Walton Delegierter auf der Democratic National Convention und 1910 war er Vorsitzender seiner Partei in New Mexico. Ein Jahr später war er Mitglied der verfassungsgebenden Versammlung dieses Staates. In den Jahren 1912 bis 1916 gehörte Walton dem Senat von New Mexico an.
Bei den Kongresswahlen des Jahres 1916 konnte er sich gegen Amtsinhaber Benigno C. Hernández von der Republikanischen Partei durchsetzen und dessen Mandat im US-Repräsentantenhaus erringen. Dort absolvierte er zwischen dem 4. März 1917 und dem 3. März 1919 eine Legislaturperiode. Im Jahr 1918 verzichtete Walton auf eine erneute Kandidatur. Stattdessen kandidierte er erfolglos für den US-Senat. Danach arbeitete er als Rechtsanwalt in Silver City. Zwischen 1926 und 1932 war er Bezirksstaatsanwalt im sechsten juristischen Bezirk von New Mexico. Bis 1934 praktizierte er als Anwalt, dann zog er sich in den Ruhestand zurück.